# Kabardsko-Balkarsko
Kabardsko-Balkarsko (rusky Кабардино-Балкарская республика, zkráceně Кабардино-Балкария, kabardsko-čerkesky Къэбэрдей-Балъкъэр Республикэ, karačajsko-balkarsky Къабарты-Малкъар Республика) je republika Ruské federace na severním okraji Kavkazu. Má rozlohu 12 500 km² (srovnatelné s Libanonem) a žije tu přibližně 905 tisíc obyvatel. Sousedí s Stavropolským krajem, Karačajsko-čerkeskou republikou a Severoosetskou republikou.

## Historie
Předkové kabardského národa (známí pod širším názvem Adygejci) obývali pobřeží Azovského a Černého moře. V polovině 1. tisíciletí před naším letopočtem se tu utvořila Bosporská říše. Ve 4. století n. l. způsobili Huni hospodářský a kulturní úpadek. Balkarský národ vznikl smíšením severokavkazských a alanských kmenů s Volžskými Bulhary a Kumány. Začátkem 13. století se předkové Balkarů po úporných bojích s mongolskými Tatary stáhli do hor. Na přelomu 13. a 14. století se část Adygejců začala nazývat Kabardi a osídlila dnešní území.
Kabarďané a Balkarové bojovali již v 15. století o svoji nezávislost. A to jak s Krymem, tak s Osmanskou říší. Jejich vítězství zajistilo až připojení k Ruské říši (v roce 1557), což však uznalo Turecko až po dalších sto padesáti letech. Připojení k Rusku pro zemi znamenalo zavádění ruských zákonů, stěhování Rusů a tím oslabování národnostní celistvosti země. Proto došlo v 19. století k sérii povstání, hlavně rolníků. Mezi lety 1918 a 1920 také zde probíhala občanská válka. V roce 1921 byla vytvořena v rámci nové RSFSR Kabardská autonomní oblast, která byla 6. ledna 1922 přejmenovaná na Kabardsko-balkarskou autonomní oblast, která se v roce 1936 změnila v Kabardsko-balkarskou autonomní sovětskou socialistickou republiku. Sovětský předseda vlády Stalin na základě rozhodnutí prezidia Nejvyššího sovětu ze dne 8. dubna 1944 deportoval Balkary do Kazachstánu a Střední Asie, republika byla přejmenována na Kabardskou autonomní sovětskou socialistickou republiku. Za Chruščova 6. ledna 1957 byla republika zpět přejmenována na Kabardsko-balkarskou ASSR a Balkaři se mohli vrátit, ale jejich domy již byly často obsazené Kabarďany, což dodnes působí nevraživosti mezi těmito národy. Balkaři dnes obývají převážně horská údolí, zatímco Kabarďané a Rusové jsou v nížinách. Od roku 1991 se používá název Kabardsko-balkarská republika.

### Útok na Nalčik 2005
Ačkoliv se v sousedních republikách se objevili teroristé a islámští extremisté, zde byla situace klidná. Dne 14. 10. 2005 však v hlavním městě Nalčiku zaútočila na vládní budovy ozbrojená skupina čítající cca 300 teroristů (tzv. Kavkazský front). Došlo k několika ozbrojeným střetům s místní policií a vojáky. Město bylo poté obklíčeno speciálními jednotkami a armádou a po několika hodinách byla situace stabilizována. Asi v 15 budovách státní správy a policie vypukl požár, bylo zabito 12 civilistů a 7 policistů a zaměstnanců vládních budov.

## Symboly

### Vlajka
Kabardsko-balkarská vlajka je tvořena listem o poměru stran 2:3 se třemi vodorovnými pruhy, modrým, bílým a zeleným. Uprostřed je modro-zelené kruhové pole, jehož barevné části jsou odděleny bílou kresbou hory Elbrus, ležící na hranici Kabardsko-Balkarska a Karačajsko-Čerkeska.

## Geografie
Jih a západ území je vyplněn Kavkazem, na jihozápadě je nachází nejvyšší hora Kavkazu, Elbrus měřící 5633 m. Z Kavkazu vedou četná horská údolí s řekami Malka, Baksan, Čegem a Čerek do nížiny, z níž vytéká směrem na východ řeka Těrek. V jejím okolí (na severu území) se rozkládá úrodná nížina.
Půda (černozem, hnědá kaštanová zem, horské louky) a rostlinstvo se řadí do několika vertikálních pásem od doliny Těreku až po ledovcovou oblast. Lesy a křoviny zabírají asi 15 % rozlohy republiky (nejvíce na pohorských svazích). V lesích převládá buk, dub a olše.
Nerostné suroviny: ložiska molybdenu a wolframu, polymetalických rud, zlata, černého uhlí, stavebních surovin. Nachází se zde početné minerální prameny.

### Města
- Nalčik (hlavní)
- Barkan
- Nartkala
- Prochladnyj
- Majskij
- Tyrnyauz

## Obyvatelstvo
Na rozdíl od jiných republik Ruské federace zde si Kabarďané udrželi etnickou většinu (55 %), Balkarů je naopak menšina (11 %). Rusů zde žije asi 25 %, zbylé obyvatelstvo tvoří Oseti (1 %) a jiné národy. Většina obyvatel – 71 % jsou muslimové,12 % pravoslavní (část Rusů) a 4 % ostatní křesťané.

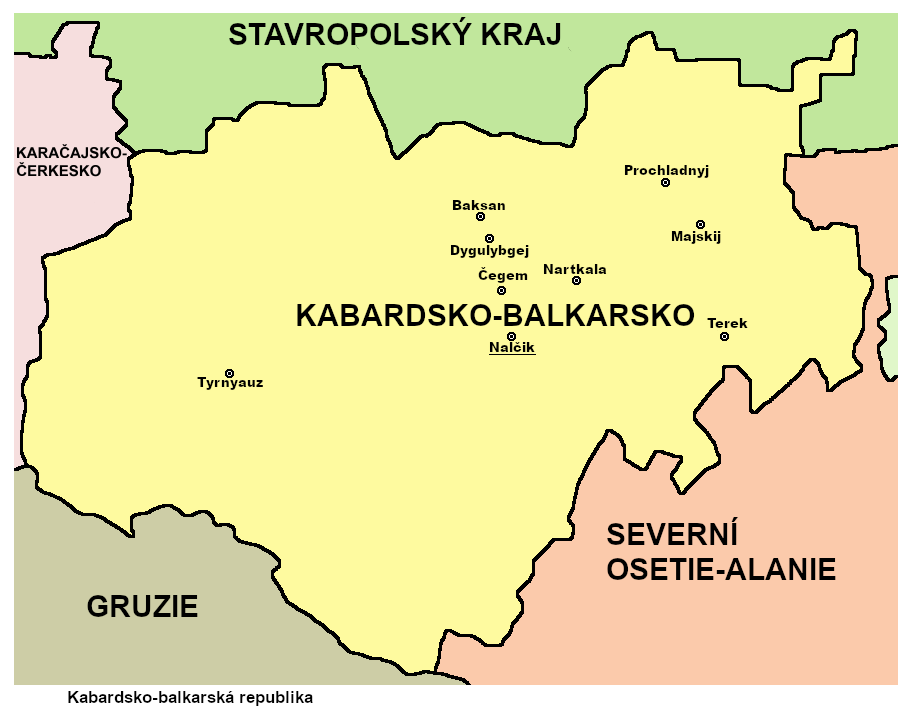
Mapa Kabardsko-balkarské republiky

## Ekonomika
V republice se těží a zpracovávají wolframové a molybdenové rudy (u města Tyrnyauz). Na to navazuje strojírenský průmysl (dnes ve všelijakém stavu). Dále je zastoupen průmysl potravinářský a stavebních hmot. V dobách SSSR se v nížině Tereku budovalo závlahové zemědělství a hojně se rozvíjela vysokohorská turistika. Turistika (přesněji vysokohorská turistika a horolezectví) je v poslední době velkým ekonomickým přínosem, zvláště pak v okolí hory Elbrus, kde dochází k modernizaci bývalých sovětských zimních center.

## Doprava
Zemí prochází významná železniční trať vedoucí z Rostova na Donu do Machačkaly, prochází téměř všemi kavkazskými republikami (před Nalčikem se trať větví a jedna z krátkých tras vede do města, druhá podél řeky Terek do Čečenska). Silniční síť je řídká, hlavně v horských oblastech. Hlavní silniční tah je Pjatigorsk – Nalčik – Vladikavkaz.